# 常宣寺 (大阪市)
常宣寺（じょうせんじ）は、大阪府大阪市旭区にある浄土真宗本願寺派の寺院。山号は指月山。本尊は阿弥陀如来。

## 概要
山号の「指月山」であるが、仏教用語の「指月」（しぐゎち（呉音）、しげつ（漢音）、しぐゎつ（慣用音））とは「指免」と同義語で、「指」は仏教の教え、「月」は法（dhárma, dhamma）の意味。

### 沿革
天台教学の学僧、智正法師により応永4年（1397年）に創建された。室町時代中期には本願寺法主第8代蓮如上人が、京都から淀川を経由して、当寺に寄り、周辺地域に教化伝道したという言い伝えがある。石山合戦の際は砦が周囲にあり、石山本願寺の支城の一つとして織田軍と対峙したとされる。境内には樹齢約370年の銀杏の木がある。これは正保元年（1644年）に、本堂を再建し、山門を拡充した際に植樹された。土蔵は文政2年（1820年）、太鼓楼は安政3年（1857年）に建造、客殿等も建築された。平成にも、平成の大改修として本堂の修復や、山門を整備した。

## その他
蓮如直筆の「南無阿弥陀仏」と記した六字名号を3幅所蔵。

## アクセス
大阪市高速電気軌道「都島駅」または、「梅田駅」より
大阪シティバス・「守口車庫前行」乗車→「城北公園前」下車。北西徒歩約3分

### 周辺
- 城北公園
- 笠松神社[5][6]
- 専宗寺（赤川）
- 佛現寺（赤川）
- 實蓮寺（赤川）
- 蓮生寺
- 金光寺